# Szexuálterápia
A szexuálterápia dinamikus, a szexuális problémára fókuszáló kezelés, tanácsadás.
A szexuálterápia alkalmazható párkapcsolatban élők és egyedülállók részére egyaránt, amely megvalósulhat egyéni-, pár- és csoport szexuálterápia keretein belül.
A szexuálterápia elsősorban a viselkedés feltételeinek megértésére törekszik, amik a szexuális funkciózavarokat kiváltották és fenntartják, így viszonylag gyors és hosszú távon hatékony segítséget nyújthat. A terápiás beavatkozások párosulhatnak erotikus gyakorlatokkal, melyeket az egyén, vagy a pár – a terapeuta utasításai alapján – otthon végez el.
A szexuálterápia célja az egyént célzottan rávezetni az egészséges szexuális viselkedésre, a szexuális és reproduktív viselkedés élvezetének és kontrolljának képességére, valamint megszabadítani azoktól a félelmektől, szégyentől, bűntudattól, előítéletektől és más pszichés tényezőktől, amelyek gátolják a szexuális reagálását és károsítják a nemi, valamint emberi kapcsolatait.

## A szexuálterápia kritériuma
Az önálló terápiaként alkalmazott szexuálterápia kritériuma a szervi (organikus) zavarok, betegségek és hiányosságok kizárása, amelyek akadályozzák a szexuális és reproduktív funkciókat.

## Kizáró körülmény
Nem nevezhető szexuálterápiának az olyan eljárás vagy kezelésmód, amely során a terapeuta páciensével bármilyen szexuális kapcsolatot létesít, beleértve a páciens szexuális és reproduktív tevékenységében való aktív, illetve passzív részvételt.

## A terápia folyamatának alapjai
A szexuálterápián való megjelenés önmagában még nem biztosítja annak eredményességét, ehhez a szexuálterápiára érkező részéről aktív részvételére van szükség. Fontos, a szexuálterápia kimenetelét befolyásoló tényezők továbbá a kezelés sikerébe vetett hit, az emberi szexualitás pozitív megközelítése, a támogató környezet (jó érzelmi, szexuális és társas kapcsolat), elköteleződés a terápia iránt, valamint a szexuálterapeuta utasításainak, előírásainak betartása.
Függetlenül attól, hogy a szexuálterápia egy gyorsnak mondható terápiás módszer, a szexuálterápia időtartama előre nehezen meghatározható, mivel az előzőekben említetteken túl, a szexuálterápiára jelentkező aktivitásán is nagymértékben múlik. Általánosságban elmondható, hogy 8-10 szexuálterápiás találkozás szükséges a gyógyuláshoz, vagy egy hosszabb folyamat esetén a látványos fejlődéshez.
A szexuálterapeuta részéről az eredményességének kulcsa az empirikus és dinamikus módszerek együttes alkalmazásában rejlik.

## A szexuálterápia a következő problémákra nyújt segítséget
- Vágy és érdeklődés csökkenése, megszűnése, hiánya
- Szexuális függőség
- Merevedési problémák és ejakulációs nehézségek
- Pornófüggőség
- Fájdalmas szex és női orgazmuszavarok
- Szexuális tanácsadás
- Szexuális felvilágosítás
- Párkapcsolati problémák
- Szinglik szexualitása
- Szüzességi problémák

A szexuálterápia időtartama nehezen meghatározható, mert a terápiára jelentkező aktivitásának függvénye, de általában 8-10 terápiás ülést jelent. A páros szexuálterápia  sikerességének alapja a jó párkapcsolat (jó érzelmi, szexuális és társas kapcsolat).
A szexuálterapeuták szakmai közössége a Szexológiai Tudományos Társaság Egyesülete.